# Ciboure
Ciboure (in basco Ziburu) è un comune francese di 7 025 abitanti situato nel dipartimento dei Pirenei Atlantici nella regione della Nuova Aquitania. Si affaccia su una riva del fiume Nivelle.

## Società

### Evoluzione demografica
Abitanti censiti